# Lac Kakinwaskwetik
Lac Kakinwaskwetik är en sjö i Kanada.   Den ligger i regionen Lanaudière och provinsen Québec, i den sydöstra delen av landet, 220 km nordost om huvudstaden Ottawa. Lac Kakinwaskwetik ligger 493 meter över havet. Den ligger vid sjöarna  Lac Discharge och Lac Moyre.
I omgivningarna runt Lac Kakinwaskwetik växer i huvudsak blandskog. Trakten runt Lac Kakinwaskwetik är nära nog obefolkad, med mindre än två invånare per kvadratkilometer.